# Gola Dhoro
Gola Dhoro ist eine Ausgrabungsstätte in Indien. Der Fundplatz liegt neben dem modernen Dorf Bagasra am Golf von Kachchh. Gola Dhoro, bei dem es sich um einen Ort der Indus-Kultur handelt, wurde erst 1996 von indischen Archäologen entdeckt.
Der Ruinenhügel ist mit weniger als zwei Hektar relativ klein. Der Ort scheint zunächst ein Bauerndorf gewesen zu sein und wurde später erweitert und mit einer starken Mauer versehen. Wohnbauten standen innerhalb der Befestigung, scheinen sich aber auch außerhalb befunden zu haben. Bei den Ausgrabungen konnten vor allem Handwerksbetriebe ausgegraben werden. Es fand sich eine Werkstatt für Armbänder, die aus Schneckenhäusern und Muschelschalen gefertigt wurden, es fand sich eine Werkstatt für Perlen aus Fayence und Stein, und es gab wohl auch Kupferverarbeitung vor Ort, da relativ viele Kupfergeräte gefunden wurden. Es fanden sich bei den Ausgrabungen auch einige der typischen Siegel der Indus-Kultur.
Der Ort war auch nach der Zeit der Indus-Kultur für ca. 200 Jahre bis 1700 v. Chr. bewohnt. In dieser Phase hörten jedoch der Handel, das Handwerk und auch die Benutzung der Schrift abrupt auf.
Koordinaten: 23° 3′ 30″ N, 70° 37′ 10″ O